# L'Oxygénarium
L'Oxygénarium is een waterattractie in het Franse attractiepark Parc Astérix van het type Spinning Rapids Ride die gemaakt is door de Canadese attractiebouwer WhiteWater West Industries. Het is geopend bij aanvang van het 10-jarig bestaan van het park in 1999 en staat in het themagebied À travers le temps. L'Oxygénarium is na Bobby Drop een van de eerste Spinning Rapids Ride van Europa.

## Baanverloop
De attractie bestaat uit een circuit waar brede, ronde, rubberen, bandvormige bootjes zich over verplaatsten. De band vertrekt uit het station en wordt via een transportband 20 meter omhoog vervoerd om vervolgens van een 195 meter lange waterglijbaan te glijden die de band terug op het waterniveau brengt. Daarna dobberen de boten via een geul terug naar het station. De banden bieden plaats aan maximaal 6 personen per boot en kunnen vrij draaien tijdens de afdeling. Op de baan liggen een aantal matten om de snelheid en het ronddraaien tijdens de afdaling gecontroleerd te laten verlopen. 
Het onderhoud van het circuit wordt tegenwoordig gedaan door Reverchon.

## Thematisering
In het fictieve verhaal rondom de attractie heeft uitvinder Ferdinand de Teffélé een machine, het Oxygénarium, uitgevonden om te tonen tijdens de Wereldtentoonstelling van 1900 in Parijs. Deze machine haalt zuivere, heilzame, zuurstofrijke lucht van hogere luchtlagen naar beneden zodat de bevolking niet de stadse vervuilde lucht hoeft in te ademen. De attractie lijkt op een grote steampunkachtige pompinstallatie, welke vanaf de top van de baan (het einde van de liftheuvel) zuurstof aanzuigt en dit via een buizensysteem naar de ingang, de wachtrij en het station toe pompt.
De naam L'Oxygénarium is een woordspeling bestaande uit de samenstelling van sanatorium en het Franse woord voor zuurstof, oxygène.

## Onderscheiding
L'Oxygénarium heeft in 2001 een Thea Award ontvangen in de categorie 'Uitmuntende prestatie met een beperkt budget' (EN: Award for Outstanding Achievement with a limited budget).
Afbeeldingen · Lijst van attracties